# 齊木公旺札勒拉卜坦
齊木公旺札勒拉卜坦（藏語：འཆི་མིད་གོང་དབང་རྒྱལ་རབ་བརྟན་，威利转写：vchi med gong dbang rgyal rab brtan；1920年9月—1979年2月15日），漢名齊雨民（一说齊玉明），蒙名巴圖那生，青海蒙古族，青海左翼盟和碩特西後旗（俗稱柯柯貝勒旗，今烏蘭縣賽什克鄉北柯柯村）人，该旗末任札薩克多羅郡王，中华人民共和国成立后被判刑入狱，后平反。

## 生平[3][4][5]
- 幼年就讀蒙藏小、中學校。[6]
- 民國廿七年（1938年）畢業後，擔任馬步芳侍衛隊員（傳令員），他聰明好學，通曉漢、藏、蒙三種語言，再加上平時表現良好，深受馬步芳信任。
- 民國廿八年（1939年）任青海省參議會參議員。
- 民國卅二年（1943年）茶卡鹽場公署副主任（亦稱副局長）。[7]
- 民國卅四年（1945年）5月，加入中國國民黨。[8]
- 民國卅五年（1946年），加入三民主義青年團。
- 民國卅六年（1947年），任全國蒙古各盟旗聯合駐京辦事處代表，國民參政會參議員。
- 民國卅七年（1948年），當選青海左翼盟選出之立法委員，出席立法院第一屆第一會期教育文化委員會、衛生委員會、邊政委員會。
- 1951年至1952年，入蘭州西北民族學院學習。後相繼任都蘭縣政協副主席、副縣長等職。
- 1954年1月2日，召開了都蘭縣各族各界人民代表會議，成立了縣級的都蘭蒙古族自治區，齊玉明當選為自治區人民政府主席。[9]
- 1954年1月，專區級的海西蒙藏哈薩克族自治區人民政府成立，為政府委員。[10]
- 1956年，協助政府創辦青海省第一個農場-德令哈農場，隨後又協助政府辦起賽什克農場、香日德農場等，為促進柴達木地區農業生產發展做出了貢獻。
- 1957年被任命為青海省外貿廳副廳長。
- 1957年4月-1958年12月，任柴達木行政委員會副主任。[11]
- 1957年4月20日，青海省供銷合作社聯合社副主任。[12]
- 1958年，由於歷史及參與叛亂嫌疑等問題，被捕入獄，判無期徒刑。
- 1970年11月，在文化大革命期间，經青海省公檢法軍事管制委員會裁定減刑，同年12月15日，經青海省高級人民法院裁定書通知：“在服刑期間有悔改表現，決定寬大釋放。”
- 獲釋後被安置在西寧市有色金屬冶煉廠工作。
- 1979年2月15日，因病逝世，享年59歲。
- 1980年，經青海省高級人民法院覆查，撤銷原判，宣佈無罪。